# Sitobion paludum
Sitobion paludum är en insektsart. Sitobion paludum ingår i släktet Sitobion och familjen långrörsbladlöss. Enligt den finländska rödlistan är arten nära hotad i Finland. Artens livsmiljö är öppna fattigkärr. Inga underarter finns listade i Catalogue of Life.